# 塞伊瑪-圖爾賓諾文化

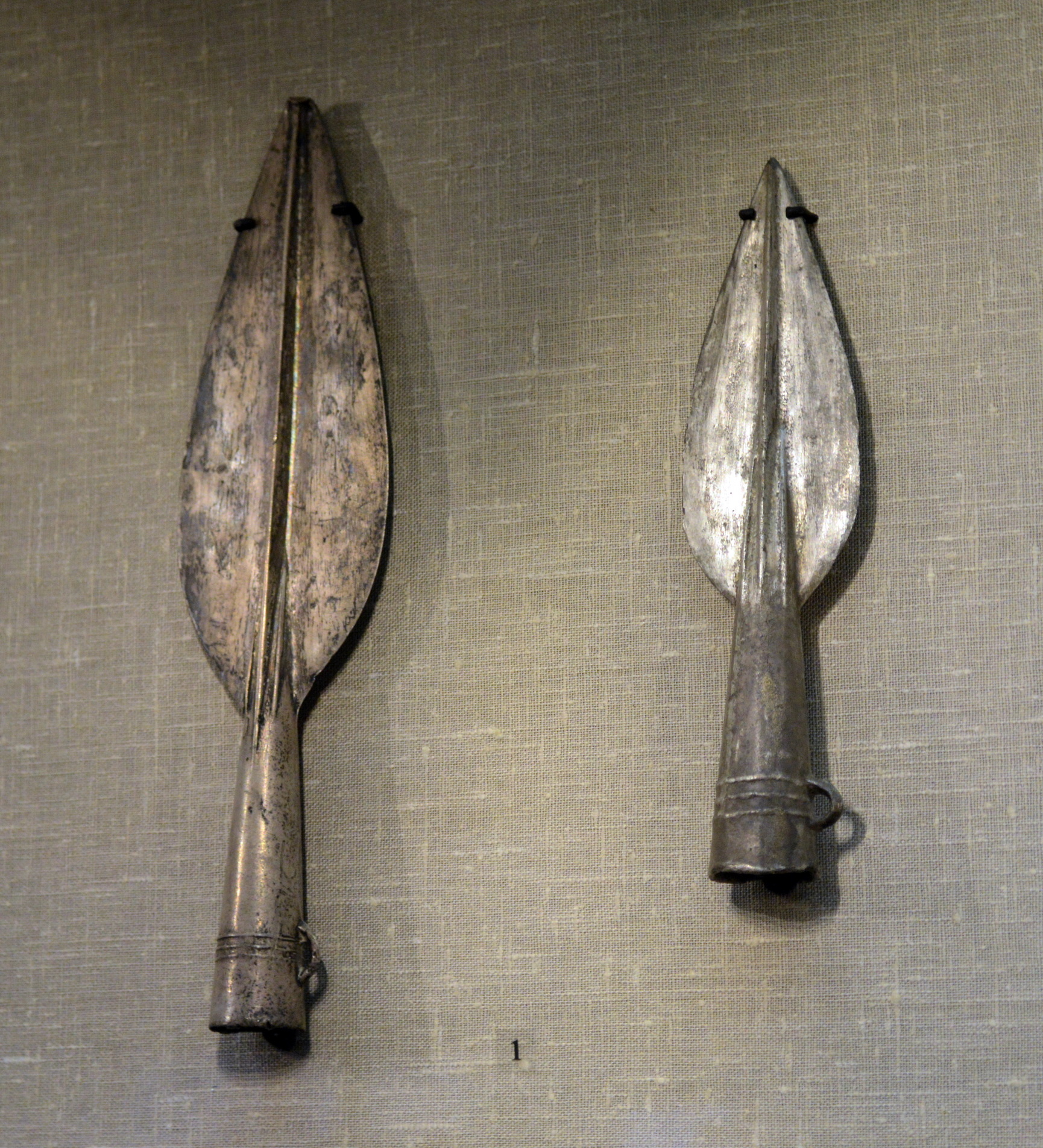
图尔宾诺墓地出土的矛头

塞伊瑪-圖爾賓諾文化（英語：Seima-Turbino culture），又稱塞伊瑪-圖賓斯基文化（Seima-Turbinsky culture）或塞伊玛-图尔宾诺现象（Seima-Turbino phenomenon），是分布於歐亞大陸北方，主要位於西伯利亞與中亞的青銅時代史前人類文化，可追溯到公元前2100年到公元前1900年，其特色是一系列特定風格的墳墓遺址，以及工藝製品。學者認為，其起源地為阿爾泰山脈，向外傳播至芬諾斯堪底亞、烏克蘭草原、乌拉尔山脉、蒙古、中國東北、俄羅斯遠東地區、朝鮮半島以至於日本。南下傳播至中國新疆、甘肅、青海以及於中原地區。泰國班清文化的青銅器技術也被認為可能傳承自這個文化。
在南西伯利亞，接續在奧庫涅夫文化之後，至公元前1600年被安德罗诺沃文化取代。俄國考古學者吉謝列夫（Sergei Kiselev），認為卡拉蘇克文化可能是其後繼者。在墓地中埋葬的是游牧民族戰士，以及金屬工匠。他們乘坐在馬背上，或是兩輪馬車及戰車上，有著快速的遷徙移動能力，以及先進的金屬加工技術。

## 名稱起源
塞伊瑪-圖爾賓諾文化最早是由俄國盜墓者在烏拉山區發現，進行盜掘而發現。根據這些發現文物，俄國考古學者在20世紀初開始進行正式挖掘。初期發現的器物極為零散，隨著挖掘出更完整的遺址，被確認為是一個早期人類文化。
塞伊瑪-圖爾賓諾文化這個名稱來自於考古學者最早發掘的兩個遺址的合稱，包括源自於位於奧卡河和伏尔加河交汇处，沃洛達爾斯克塞伊瑪村莊附近，於1914年開始正式挖掘的塞伊玛墓地（Seyma cemetery）。以及於1924年首次發掘，位於彼尔姆的图尔宾诺墓地（Turbino cemetery）。隨著塞伊瑪-圖爾賓諾文化向四方傳播，周圍的文化廣泛受到它的影響，因此也被稱為塞伊瑪-圖爾賓諾現象。
隨著在阿爾泰山脈的數個遺址發掘，俄國考古學者吉魯森（Y. E. Kirushin）於1992年首次提出塞伊瑪-圖爾賓諾文化的起源地在於阿爾泰山脈。隨後這個說法成為學界主流見解。

## 概論
人们注意到，这些文化在森林和草原社会中游牧，拥有金属加工工艺，有时没有率先发展农业技术。这种金属加工能力的进步，似乎是十分迅速的。像有弯钩形倒刺的矛头、单刃刀和有几何纹饰的空首斧这类的人工制品类型向西方传播。
虽然他们比之后的蒙古入侵早的多，但他们还没有强大到足以攻击青铜时代的重要社会聚落。
这一地区在公元前2000年左右的气候变化以及随之而来的生态、经济和政治变化，
有人进一步推测，迁徙使乌拉尔语系在欧洲和亚洲扩散，其中还有39种现在还存在，包括匈牙利语、芬兰语、爱沙尼亚语 和萨米语等。然而，最近对南西伯利亚和哈萨克斯坦遗址的基因测试结果，更倾向于支持青铜技术的扩散，是通过原始印欧人的迁徙，自西向东。因为这种技术在大陆的西部地区已发展相当一段时间。

## 特徵
塞伊瑪-圖爾賓諾文化的武器，特徵是由含有錫的青銅合金製成。錫的產地在阿爾泰山區，位於蒙古高原中部與西伯利亞南部。

## 傳播

### 中原地區
俄國考古學家吉謝列夫於1959年在中國陝西歷史博物館中發現一個塞伊玛-图尔宾诺文化倒钩铜矛，首次提出中國早期青銅文化的發展，與塞伊瑪-圖爾賓諾文化有關。此後在中國陸續發現多件屬於塞伊瑪-圖爾賓諾文化的銅器。
中國北京科技大學教授梅建軍，於2013年發表，在中國山西省博物館發現一個塞伊玛-图尔宾诺文化倒钩铜矛，現存於山西省工艺美术馆，其年代早於二里頭文化，相當於陶寺文化中晚期，可能是中國最早的青銅器。中華人民共和國考古學家林梅村認為，陶寺文化的青銅冶煉技術來自於塞伊瑪-圖爾賓諾文化，並提出史前絲綢之路的理論。
在殷墟安陽發掘的商朝婦好墓中，出土幾件屬於塞伊瑪-圖爾賓諾文化的銅器與青銅兵器。林梅村等學者認為，這些兵器是在征伐鬼方戰役中帶回來的。認為鬼方位於阿爾泰山脈中，是由塞伊瑪-圖爾賓諾文化建立的國家。

### 東南亞
有研究认为这引发了大规模的向西进入欧洲东北部、向东进入中国和南方进入越南和泰国边境的跨越4, 000英里的迅速迁徙。迁徙发生在五到六代人之内，并导致自西方的芬兰到东方的泰国使用同样的金属加工技术，也让某些地区学会养马和骑马。然而，通过对泰国班清和班诺洼的进一步发掘和研究，发现塞伊玛-图尔宾诺给东南亚地区带来了金属加工工艺的观点，根据的是班清不准确和不可靠的放射性碳测年。现在几乎所有东南亚史前专家都同意，东南亚的青铜时代时间太晚，与塞伊玛-图尔宾诺没有联系，而且铸造青铜的技术也完全不同。

## 遺傳學研究
由遺址發掘的古代人類遺骨的遺傳物質分析，塞伊瑪-圖爾賓諾文化的人群的父系，與在西方的新西伯利亞人（Neo-Siberian）祖系相同，都具有单倍群N-M231。與他們關係最近的是烏拉爾語系的恩加納桑人。學者一般認為，新西伯利亞人（Neo-Siberian）祖系與塞伊瑪-圖爾賓諾文化在距今4200年至3700年前進入歐亞大陸西方（東北歐洲），與學者一般認為的烏拉爾語族進入東北歐洲的時間相同。但也有一項研究發現，在距今7500年前，第一波的新西伯利亞人已經抵達東北歐。